# گلوبوس پالیدوس
گلوبوس پالیدوس یا گوی رنگ‌پریده (انگلیسی: Globus pallidus) قسمت درونی و رنگ‌پریده هسته عدسی‌شکل در مغز است.
گلوبوس پالیدوس از ساختارهای زیر قشر مغز است. گلوبوس پالیدوس بخشی از مغز پیشین (تلانسفال) است اما عملکرد نزدیکی با پایین‌نَهَنج (ساب‌تالاموس) دارد و هر دوی آنها بخشی از دستگاه خارج هرمی هستند. گلوبوس پالیدوس بخشی از جسم مخطط، از سازه‌های اصلی عقده‌های قاعده ای است، و هدف مستقیم آن توده سیاه است

## عملکرد
گلوبوس پالیدوس به‌طور ساده شده در کنترل آگاهانه و داوطلبانه حرکات بدن نقش دارد اما مانند سایر بخش‌های عقده‌های قاعده‌ای در هوشیاری و ادراک شخص نقش مهمی ایفا می‌کند به طوری که آسیب به این بخش از مغز بر اثر ضایعات عصبی یا سکته مغزی و خونریزی موجب مشکلات جدی حرکتی، اختلال در سطح هوشیاری و لرزش بدن می‌شود.

## مسیر غیر مستقیم
مهار حرکت، برای مهار حرکات بدن از مسیر غیر مستقیم در عقده‌های قاعده ای استفاده می‌شود. پس از فرافکنی موتور کورتکس که در سطح مُخ (نئو کورتکس) قرار دارد به جسم مخطط فرستاده که این قسمت به جای ارسال گابا به‌طور مستقیم به گوی رنگ پریده داخلی GPi و جسم سیاه رتیکولار گابا را به گوی رنگ پریده بیرونی یا GPe می‌فرستد و ازین طریق از مهار هسته ساب تالاموس جلوگیری می‌کند
از آنجا به بعد نورون‌های ساب تالاموس آکسون‌های خود را به جای اینکه مستقیماً به تالاموس بفرستند مستقیم به گلوبوس پالیدوس داخلی و جسم سیاه رتیکولار می‌فرستند به همین دلیل آن را مسیر غیر مستقیم می‌نامند. و از آنجا به بعد نورون‌های مهارکننده گابائرژیک گفته شده (در پالیدوس داخلی)
به عنوان راه مستقیم به تالاموس راه پیدا می‌کنند و فرافکنی برانگیخته‌کننده (گلوتاماترژیک) را به کورتکس برمی‌گردانند.
از نظر عملکردی جسم مخطط گوی رنگ پریده بیرونی را مهار می‌کند و موجب مهار مهارشدن ساب تالاموس می‌شود. حالا نورون‌های ساب تالاموس که تحریک شده‌اند بخش داخلی گوی رنگ پریده را تحریک کرده و موجب مهار سازی هسته تالاموس می‌گردد که نتیجه آخر این مسیر سرکوب حرکت بدن و کاهش فعالیت موتور کورتکس می‌گردد

## مسیر مستقیم
برانگیختگی. مسیر مستقیم از فرافکنی نئوکورتکس (نوقشر) به جسم مخطط (پوتامن و هسته دم دار) آغاز می‌گردد این نورون‌ها برانگیخته‌کننده (گلوتاماترژیک) هستند. از جسم مخطط نورون‌های گابائرژیک که مهار کننده هستند به گوی رنگ پریده داخلی و جسم سیاه رتیکولار فرافکنی می‌کنند. نورون‌های این دو بخش آکسون‌های خود را به تالاموس می‌فرستند و این بخش‌ها نیز مهار کننده هستند. در نتیجه این مسیر موجب انجام حرکات بدن و اجرای برنامه‌ریزی حرکتی می‌شود
فیدبک مثبت نام دیگر این مسیر می‌باشد چون دو سیناپس مهار کننده به صورت زنجیره ای به هم متصل هستند، و وقتی سیناپس مهار کننده اولی (جسم مخطط) فعالیت سیناپس مهار کننده دومی (گلوبوس پالیدوس) را متوقف می‌کند نتیجه آن کاهش تأثیر مهارکنندهٔ گلوبوس پالیدوس روی تالاموس بوده و نتیجه عدم بازداری دارد